# Robert Haselhurst
Robert Haselhurst (* 27. September 1992 in Perth) ist ein australischer Eishockeyspieler, der seit 2023 erneut bei Perth Thunder in der Australian Ice Hockey League unter Vertrag steht.

## Karriere
Robert Haselhurst begann seine Karriere beim Perth Thunder aus seiner Geburtsstadt, für den er von 2013 bis 2017 in der Australian Ice Hockey League spielte. Zeitweise kam er auch bei den West Coast Flyers in der unterklassigen Western Australian Super League zum Einsatz. 2017 wurde er zum besten Verteidiger der AIHL gewählt. Im März 2018 gab er seinen Wechsel von der australischen West- an die Ostküste zu den Newcastle North Stars bekannt. 2018 wurde er für das All-Star-Game der AIHL nominiert. In den Folgejahren spielte er erneut für die West Coast Flyers und Perth Thunder. Nachdem er 2022 bei den Sydney Bears gespielt hatte, steht er seit 2023 wieder bei Perth Thunder auf dem Eis. 2018 und 2019 wurde er für das All-Star-Game der Australian Ice Hockey League nominiert.

### International
Bei den Weltmeisterschaften 2018, 2019, als er zum besten Spieler seiner Mannschaft gewählt wurde, und 2023 spielte Haselhurst für Australien in der Division II.

## Erfolge und Auszeichnungen
- 2017 Bester Verteidiger der Australian Ice Hockey League
- 2018 All-Star-Game der Australian Ice Hockey League
- 2019 All-Star-Game der Australian Ice Hockey League